# Capitaine-régent
Pour les articles homonymes, voir Capitaine et Régent.
Les capitaines-régents (en italien : capitani reggenti) sont les deux personnalités qui dirigent la république de Saint-Marin depuis 1243. Ils sont donc concurremment chefs de l'État et président le Congrès d'État (gouvernement). Ils sont élus pour un mandat de six mois par le Grand Conseil général,,. Chaque année, leurs mandats commencent soit le 1er avril, soit le 1er octobre. Ils ont droit au titre honorifique d'« Excellence ».

## Histoire
L'institution de la régence trouve son origine dans l'époque communale, quand les régents avaient pour fonction d'administrer la justice avant d'acquérir une fonction administrative de gestion, parallèlement au Grand Conseil général. Les premiers capitaines-régents, Filippo da Sterpeto et Oddone Scarito, ont été élus le 12 décembre 1243 avec le titre de consuls, comme les magistrats suprêmes de l'antique république romaine. À la fin du XIIe siècle, l'un portait le titre de « Capitano »[Passage à actualiser] et l'autre de « Difensore ». Dès le début, les capitaines sont élus par le Grand Conseil général pour une durée de six mois à compter de la première moitié du XVIe siècle. L'interdiction de réélection pendant trois ans après le mandat a presque toujours été respectée.
Le Conseil de régence a été créé en 1499. D'avril à octobre 1981, Maria Lea Pedini est la première femme à occuper la fonction.

## Élections

### Éligibilité
Les exigences pour être élu capitaine-régent :
- être conseiller,
- avoir plus de 25 ans,
- avoir la nationalité saint-marinaise de naissance,
- et ne pas avoir exercé cette fonction dans les trois années précédentes.

### Processus électoral

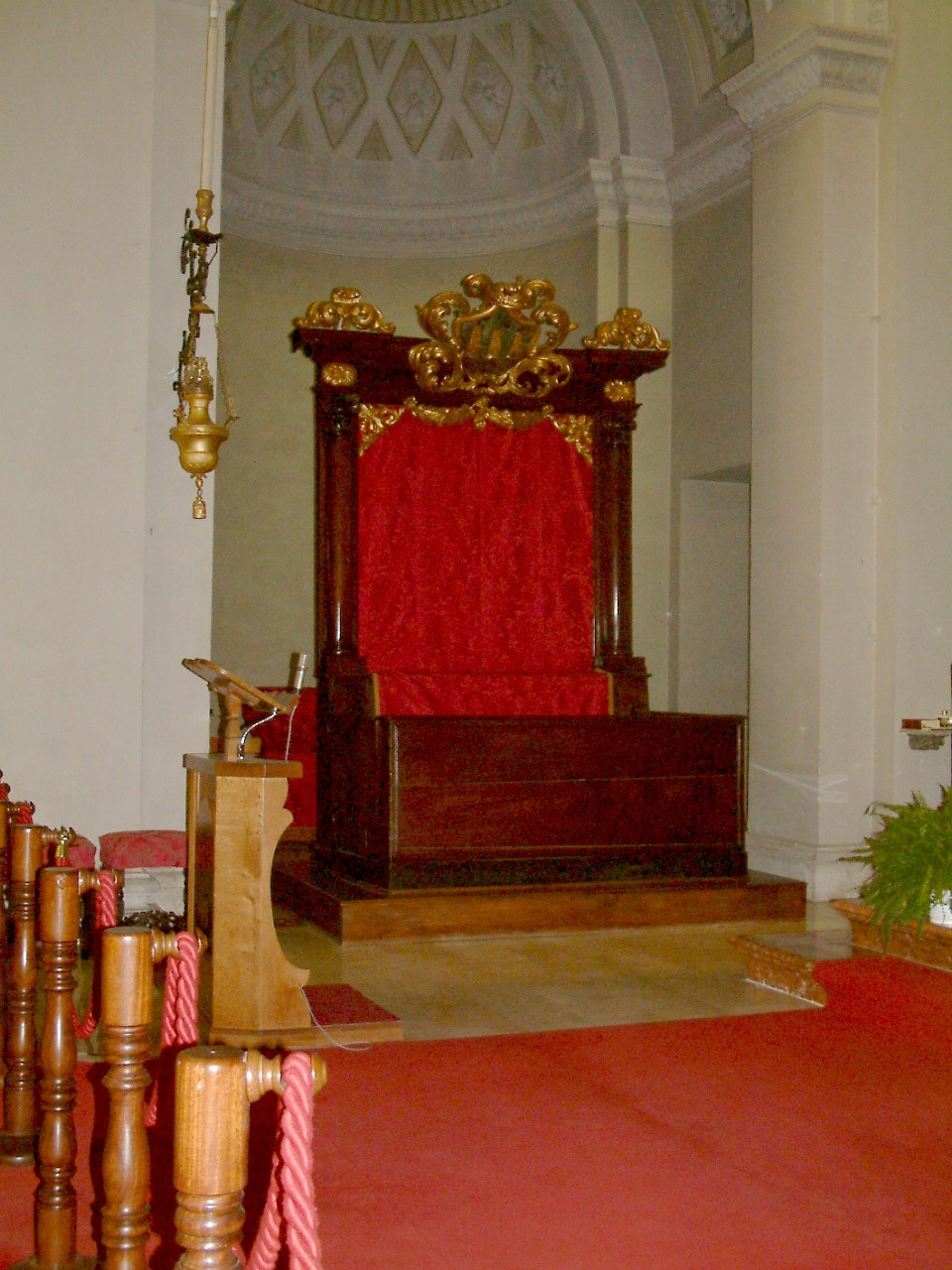
Le trône des deux capitaines-régents dans la basilique de Saint-Marin.

Les capitaines-régents sont élus tous les six mois par le Grand Conseil général, généralement parmi les membres de différents partis politiques, de manière à assurer une fonction de contrôle mutuel. Est élu le duo qui obtient la majorité absolue des voix. Quelques jours après l'élection, la formule suivante est prononcée devant le palais public :
« Per ordine dell'Eccellentissima Reggenza pro tempore, annuncio al popolo della libera terra di San Marino, che il Consiglio Grande e Generale, nella seduta odierna, invocata l'assistenza del nostro glorioso Patrono, per la salute e la libertà perpetua della nostra antica Repubblica, ha eletto capitani reggenti, per il semestre …, i signori … »
« Par ordre de la Très Excellente Régence pro tempore, j'annonce au peuple de la terre libre de Saint-Marin que le Grand Conseil, dans sa session d'aujourd'hui, invoquant l'assistance de notre glorieux Patron, pour la santé et la liberté perpétuelles de notre ancienne République, a élu capitaines-régents, pour la période de six mois …, Messieurs … »
La proclamation est suivie de l'interprétation de l'hymne national.
Dans les trois jours qui suivent la fin de leur mandat, les capitaines-régents sortants présentent les résultats de leur travail. Les citoyens peuvent alors engager des procédures judiciaires contre eux pour contester leur action ou à l'inverse leur inaction pendant leur semestre d'exercice du pouvoir.

## Compétences
Les capitaines-régents exercent la plus haute magistrature de la République. Cette fonction s'exerce collégialement avec un droit de veto réciproque de la fonction de chef de l'État et de gouvernement.
Ils exercent une fonction institutionnelle, même si celle-ci est parfois symbolique, dans toutes les branches du gouvernement. En tant que chefs de l'État, ils sont un organe de garantie constitutionnelle au-dessus des partis, représentant l'unité nationale. Il préside et supervise les activités de tous les autres organes politiques de la République.
Les capitaines-régents président le Grand Conseil, dont ils font partie de plein droit, ainsi que son bureau. Ils convoquent et coordonnent le Congrès d’État, président le Conseil des Douze, le Comité du Conseil pour les affaires de la Justice, le Conseil de la magistrature et le Magistère de Sant'Agata.
Ils peuvent également prononcer la dissolution du Grand Conseil général quand ils ne parviennent pas à obtenir une majorité, convoquer de nouvelles élections et font des consultations pour nommer un nouveau gouvernement.
En matière législative, ils promulguent les lois et en cas de nécessité ou d'urgence, ils peuvent prendre des décrets, qui doivent être ratifiés dans les trois mois par le Grand Conseil général, sous peine de déchéance. Les décrets peuvent également être délivrés à la suite de dispositions explicites de la Loi.

## Titulaires
- Liste des capitaines-régents de Saint-Marin jusqu'à 1400
- Liste des capitaines-régents de Saint-Marin de 1401 à 1600
- Liste des capitaines-régents de Saint-Marin de 1601 à 1800
- Liste des capitaines-régents de Saint-Marin depuis 1801

## Compléments